# Patapoklosi
Patapoklosi község Baranya vármegyében, a Szigetvári járásban.

## Fekvése
A Zselic lábánál, Szigetvár északnyugati szomszédjában fekszik. Közigazgatási területének keleti részén áthalad ugyan a Szigetvár-Kadarkút közti 6607-es út is, de lakott területei vonatkozásában zsáktelepülésnek tekinthető: Pata és Poklosi községrésze is csak az előbbi útból nyugat felé kiágazó. 1,6 kilométer hosszú 66 124-es úton érhető el.

## Története
Patapoklosi 1950. szeptember 6-án jött létre az egykori mezőváros Pata és a Keleti-Gyöngyös túlpartján fekvő Poklosi egyesítésével.
Az 1950-es megyerendezéssel a korábban Somogy vármegyéhez tartozó elődtelepüléseit a Szigetvári járás részeként Baranyához csatolták. A török időkben mindkét település, a mellettük fekvő Hosszúfaluval együtt elnéptelenedett a környéken folyó harcok miatt. A falu később magyar lakossággal települt újra. A 17. századtól folyamatosan lakták. 1836-ban a községet nagy kolerajárvány sújtotta, mely a lakosság közt nagy pusztítást végzett.
A  20. század elején Pata és Poklosi is Somogy vármegye Szigetvári járásához tartozott.
A 2001-es népszámlálás adatai szerint 402 lakosa volt, míg a 2008 január 1-jei adatok szerint 359 fő élt a településen. A 2022-es népszámlálás idején pedig már csak 276 lakosa volt a településnek.

### Pata
Pata nevét 1283-ban említették először az oklevelek Pathaa alakban írva. Neve valószínűleg személynév eredetű. 1316-ban már plébániatemploma is volt. Neve 1332-1337 között a pápai tizedjegyzékben is előfordult. 1360 körül a Patai Porcz család virtoka volt, majd 1390-ben Kaplaiak tartottak hozzá jogot. 1391-ben Alsáni Jánosé volt. Negyven évvel később; 1431-ben pedig Feledi János és Serkei Lorántfi György pörösködtek miatta. 1438-ban Marczali Miklós fiai, Imre és János, nyerték adományként. 1448-ban már városi kiváltságokkal is bírt és vámhely is volt. 1453-ban a Marczaliak a Rozgonyiaknak zálogosították el, tartozékaival együtt, 2000 forintért, 1455-ben pedig Marczali János a helység egy részét a toldi pálosoknak hagyományozta. 1464-ben a Rozgonyi család perel e helység miatt Garai Jóbbal, aki jogtalanul iktattatta magát a város birtokába. 1455-ben az oklevelek Szent András apostol tiszteletére szentelt templomát is. Az 1536 évi adólajstrom Pekry Lajos birtokaként említette. 1598-1599-ben Székely Mihályé, 1660-tól a Kubinyi családé volt. 1794-ben épült fel református temploma. 1836-ban nagy kolerajárvány pusztított a településen, ekkor a lakosságnak több mint fele halt el.
1910-ben 405 lakosából 397 magyar volt, ebből 141 római katolikus, 263 református volt.
A határban feküdt Hosszúfalu, mely 1566-ban, Szigetvár várának ostroma alkalmával, pusztult el.

### Poklosi
Nevét feltehetően ragadós, fekete földjéről kapta. Más vélemény szerint viszont a keresztes háborúkból visszatérő csapatokban sok volt a leprás (bélpoklos), és ide, Poklosi területére gyűjtötték össze és itt ápolták őket a szerzetes barátok, innen kapta nevét.
Poklosi nevét csak jóval később, 1431-ben említette először oklevél, mint Pata város tartozékát, ekkor Feledi János és Serkei Lorántfi György pereskedtek miatta. 1453-ban a Marczaliak elzálogosították a Rozgonyiaknak. 1455-ben Marczali János a toldi pálosoknak hagyományozta. 1470-ben Baranya vármegyéhez tartozott. Az 1536-os adólajstromban a patai uradalom tartozékaiként szerepelt, majd 1571-ben, a török kincstári adólajstromban Poklostő néven fordult elő, 15 házzal. Az 1660 évi pannonhalmi főapátsági dézsmaváltságjegyzék szerint Kubinyi László, 1692-ben pedig Kun Péter, 1701-1703 táján pedig ismét a Kubinyi család birtoka volt. 1715-ben csak 8 háztartást találtak benne s ekkor Akay István volt a földesura. 1726-ban a Szalay családé, 1733-ban pedig ismét a Kubinyiaké volt.
1910-ben 408 magyar lakosa volt, melyből 49 római katolikus, 351 református volt.

## Közélete

### Polgármesterei
- 1990–1994: Paizs József (Agrárszövetség)[4]
- 1994–1998: Paizs József Gábor (MSZP-Agrárszövetség-Baranyáért)[5]
- 1998–2002: Paizs József (MSZP-Agrárszövetség)[6]
- 2002–2006: Peti Géza (független)[7]
- 2006–2010: Peti Géza István (független)[8]
- 2010–2014: Peti Géza István (független)[9]
- 2014–2019: Károlyiné Vári Szilvia (független)[10]
- 2019–2024: Károlyiné Vári Szilvia (független)[11]
- 2024– : Károlyiné Vári Szilvia (független)[1]

## Népesség
A település népességének változása:
| Lakosok száma | 345  | 356  | 359  | 319  | 287  | 276  | 277  | 268  |
|               | 2013 | 2014 | 2015 | 2019 | 2021 | 2022 | 2023 | 2024 |

A 2011-es népszámlálás során a lakosok 47,9%-a magyarnak, 8,6% cigánynak, 0,3% románnak mondta magát (51,8% nem nyilatkozott; a kettős identitások miatt a végösszeg nagyobb lehet 100%-nál). A vallási megoszlás a következő volt: római katolikus 27,1%, református 9,4%, felekezeten kívüli 12,7% (50,1% nem nyilatkozott).
2022-ben a lakosság 86,6%-a vallotta magát magyarnak, 21% cigánynak, 0,4% horvátnak, 2,5% egyéb, nem hazai nemzetiségűnek (12,7% nem nyilatkozott; a kettős identitások miatt a végösszeg nagyobb lehet 100%-nál). Vallásuk szerint 29% volt római katolikus, 12,7% református, 0,4% görög katolikus, 3,3% egyéb keresztény, 1,1% egyéb katolikus, 19,6% felekezeten kívüli (34,1% nem válaszolt).

## Nevezetességei
- Pata műemléki védelem alatt álló református temploma 1794-ben épült barokk stílusban. Különleges szépségű a templom festett, kazettás mennyezete.[14]
- Patapoklosi a „szobrok falva”.  A kicsi településen hét szobor áll: Árpád nagyfejedelem, Zrínyi Miklós, Rákóczi Ferenc, Kossuth Lajos, Petőfi Sándor, a falu első református lelkésze, Szegedi Kis István és a poklosi falurészen a bélpoklos (leprás) vitézt ápoló szerzetes is szobrot kapott.

## Testvértelepülések
- Gernyeszeg, Erdély
- Gyöngyöspata, Magyarország